# Избалык
Избалы́к (в верхнем течении также — Атлашка) — река в России, протекает по Ульяновской и Саратовской областям. Устье реки находится в 134 км по правому берегу реки Терешка. Длина реки составляет 50 км.
- В 20 км от устья по левому берегу реки впадает река Мостяк.
- В 23 км от устья по правому берегу реки впадает река Усклей.
- В 31 км от устья по правому берегу реки впадает река Сухой Избалык.

## Этимология
Наличие аффикса -лык указывает на тюркское происхождение гидронима. Возможно речное имя связано с нарицательным словом балык, которое во многих тюркских языках используется со значением «рыба, рыбий».

## Данные водного реестра
По данным государственного водного реестра России относится к Нижневолжскому бассейновому округу, водохозяйственный участок реки — Терешка от истока и до устья. Речной бассейн реки — Волга от верховий Куйбышевского вдхр. до впадения в Каспий.
Код объекта в государственном водном реестре — 11010001912112100010448.